# 旺茲沃思
旺茲沃思（Wandsworth）是位於英國倫敦西南部的一個地區，在行政區劃上屬於旺茲沃思倫敦自治市。旺茲沃思位於查令十字西南4.6英里（7.4）處，是倫敦計劃中規定的大倫敦地區的35個中心之一。